# Eggert Jónsson
Eggert Jónsson (født 18. august 1988) er en islandsk fodboldspiller, der spiller som midtbanespiller for SønderjyskE, hvorfra han kom til fra den engelske League One-klub Fleetwood Town. Han har tidligere spillet for FC Vestsjælland i Danmark.
Den 30. januar 2017 blev det offentliggjort, at Eggert Jonsson skiftede til SønderjyskE på en aftale, der gælder frem til sommeren 2019.